# Puig de Sant Cosme
El Puig de Sant Cosme és una muntanya de 616 metres que es troba al municipi de Sant Joan les Fonts, a la comarca catalana de la Garrotxa.